# Кузьмін Євген Михайлович
Євген Михайлович Кузьмін (* 19 січня 1871, Люцерн, Швейцарія — † 9 липня 1942, Казалінськ, Казахстан) — український мистецтвознавець, публіцист, педагог, теософ, представник «Розстріляного Відродження» — його ім'я викарбувано на пам'ятнику «Художники-жертви репресій», встановленого біля Художнього інституту у Києві

## Біографія
У 19-річному віці Є. Кузьмін вступив до армії вільнонайманим.
У 1889 році закінчив Київське реальне училище.
У 1891 році — Київське піхотне юнкерське училище, перебував на службі у царській армії у чині штабс-капітана. У 1902—1906 рр. викладав у Київському військовому училищі. Вийшов у відставку в 1906 р.
У 1893 році закінчив Рисувальну школу М. Мурашка, де пізніше, імовірно з 1913 року, викладав курс історії образотворчого мистецтва.
З 1914 по 1925 рік — професор історії мистецтва Музичного драматичного інституту ім. Миколи Лисенка.
Брав активну участь у культурному і громадському житті Києва. Тісно співпрацював з Київським міським музеєм (з 1904 р. — Київський художньо-промисловий і науковий музей), був одним з керівників Київського літературно-артистичного товариства.
Активно займався публістичною діяльністю, науковими дослідженнями українського мистецтва. В колі його спілкування і співпраці були такі знакові особи, як М. П. Василенко, В. В. Водовозов, М. О. Бердяєв, О. І. Глінка, М. В. Лисенко, Є. О. Могилянський, О. М. Косач, Наталя Полонська-Василенко, Ю. С. Михайлів та інші.
Автор однієї з перших розвідок про українське мистецтво.
З 1908 р. був членом Київського відділення Російського філософського (теософського) товариства, яке очолював з 1920 по 1923 рік — тобто до того часу, коли радянська влада зробила спробу зареєструвати товариство як секту, проте члени товариства передбачливо прийняли рішення про саморозпуск. Двічі представляв товариство на міжнародних конгресах теософів (1908 р. у Будапешті, 1912 — у Стокгольмі).
У 1913 р. в Києві видавав щомісячний журнал для молоді «Рыцарь», в якому К. Паустовський опублікував одне з перших своїх оповідань.
Під час Першої світової війни перебував у діючій армії, демобілізувався у 1916 р. в чині підполковника.
Вперше Євген Михайлович Кузьмін був заарештований ЧК у 1919 році за звинуваченням у співпраці з білими офіцерами Денікінської армії, які займались вербуванням молоді з «вищих кіл» у Білу армію і в тому, що його син Лев став волонтером у тій самій армії.
У 1926 році органи ДПУ арештували Євгена Кузьміна за теософську діяльність, але протримавши 10 діб, звільнили.
Останній, третій раз, справу за обвинуваченням Кузьміна Євгена Михайловича «в тому, що він є активним учасником контрреволюційної організації серед теософів і проводив шпигунську роботу на користь фашистських держав» було розпочато 21 грудня 1937 року.
За вироком окремої наради при НКВД СРСР від 22 вересня 1938 року: «как социально опасный элемент сослать в Казахстан сроком на пять лет».
Йому було близько 70 років, коли його вислали. Винним себе він так і не визнав.
Помер Євген Михайлович Кузьмін 9 липня 1942 року у Казалінську (Казахстан), на передостанньому році заслання.
Реабілітований у січні 1989 р.

## Наукова діяльність
Як мистецтвознавець Є. Кузьмін поєднував критичну діяльність з дослідженням пам'яток української художньої старовини. Він автор статей про творчість київських живописців С. Костенка, О. Мурашка, А. Петрицького, про Київську рисувальну школу М. Мурашка, тогочасні художні виставки, творчі конкурси і т. ін., а також монографічних нарисів про творчість Г. Нарбута (1927), О. Мурашка (1928), Ю. Михайліва (залишився неопублікованим).
Кузьмін був відомим фахівцем з історії українського мистецтва XVII—XVIII ст., опублікував одну з перших робіт про українське мистецтво («Несколько слов о южнорусском искусстве и задачах его исследования», 1900). Студіював українську скульптуру, іконопис, портретний живопис, витвори народного декоративно-ужиткового мистецтва (ткацтво, гончарство, художній метал, фаянс Межигірської фабрики). Багато уваги приділяв монументальним пам'яткам Києва XVI—XVIII ст.
Автор розділу про український живопис XVII—XVIII ст. у багатотомній праці «История русского искусства», підготовленій під керівництвом акад. І.Грабаря (М., 1914).
Кузьмін був одним з перших дослідників і популяризаторів творчості Т. Шевченка-художника (розвідки 1900, 1911 рр.).

## Публіцистична діяльність
Євген Кузьмін друкувався в київських («Киевская Старина», «Археологическая летопись Южной России», «Життя і революція») й петербурзьких часописах («Старые годы», «Искусство и художественная промышленность», «Искусство»), харківському журналі «Червоний шлях» та ін., газеті «Киевская мысль».

## Друковані праці
- XI археологический съезд в Киеве // Искусство и художественная промышленность. — 1899. — Ноябрь.
- Из Киева: О литературно-артистическом обществе // Искусство и художественная промышленность. — 1900. — № 21. — С. 480.
- Т. Г. Шевченко как живописец и гравер // Искусство и художественная  промышленность. –  Санкт-Петербург, 1900. — № 3. — С.61-75.
- Несколько слов о южнорусском искусстве и задачах его исследования // Киевская старина. — 1900. — № 11.
- Из Киева: 25-летие рисовальной школы Мурашко // Искусство и художественная промышленность. — 1901. — № 4.
- О значении виноградного орнамента в украинском орнаменте (о ковре) // Старые годы. — 1908.
- Украинский ковер //Старые годы. — 1908. — Май.
- От XVII к XVIII: О некоторых памятниках южнорусского прикладного искусства // Старые годы. — СПб, 1909. — Июнь-Сентябрь.
- Несколько соображений по поводу уничтоженных и уцелевших памятников старины в Киево-Печерской Лавре // Искусство и художественная промышленность. — 1910. — Февраль. — С. 223—246.
- Тарас Григорьевич Шевченко // Искусство. — К., 1911. — № 2/3. — С. 54-69.
- Межигорский фаянс // Искусство. — К., 1911. — № 6/7. — С. 255—265.
- Исторический путь в Киеве // Старые годы. — К., 1911. — Март. — С. 45-46.
- Киевский позор // Старые годы. — К., 1911. — Июнь. — С. 47-48.
- Когда же? // Искусство. — К., 1911. — № 8/9. — С. 387.
- Украинская живопись XVII века // Грабарь И. История русского искусства. — М., 1914. — Т. VI.
- Майстерність гончаря на Україні // Життя й революція. — 1928. — Кн. Х.
- Юхим Михайлів // Життя й революція. — 1928. — Кн. ХІІ.
- Київські надгробки // Київський збірник з історії й археології, побуту, мистецтва. — К., 1931.— Зб. 1. — С. 151—158.
- Скульптура на Украине. Публ.: Ременяка О. Євген Кузьмін — «Работа — искусствовед, архитектор» // Сучасні проблеми дослідження, реставрації та збереження культурної спадщини: Зб. наук. праць / Ін-т проблем сучасн. мист-ва НАМ України. — К., 2010. — Вип. 7. — С. 355—379.
- Евгений Кузьмин. Киев, которого не знают / Составление, статьи и комментарии В. Ульяновского. — К.: Лыбедь, 2014. — 368 с.